# Schaenicoscelis leucochlora
Schaenicoscelis leucochlora là một loài nhện trong họ Oxyopidae.
Loài này thuộc chi Schaenicoscelis. Schaenicoscelis leucochlora được Cândido Firmino de Mello-Leitão miêu tả năm 1929.